# Sousceyrac
Sousceyrac korábbi község Franciaországban, Lot megyében. Lakosainak száma 818 fő (2018. január 1.). Sousceyrac Saint-Saury községgel határos.
2016. január 1-jén négy másik korábbi községgel egyesült és az így létrejött Sousceyrac-en-Quercy új község része lett..

## Népesség
A település népessége az elmúlt években az alábbi módon változott:
| Lakosok száma | 1227 | 1236 | 1044 | 1064 | 988  | 913  | 878  | 1407 | 824  | 818  |
|               | 1962 | 1968 | 1975 | 1990 | 1999 | 2008 | 2013 | 2016 | 2017 | 2018 |